# 鸦片

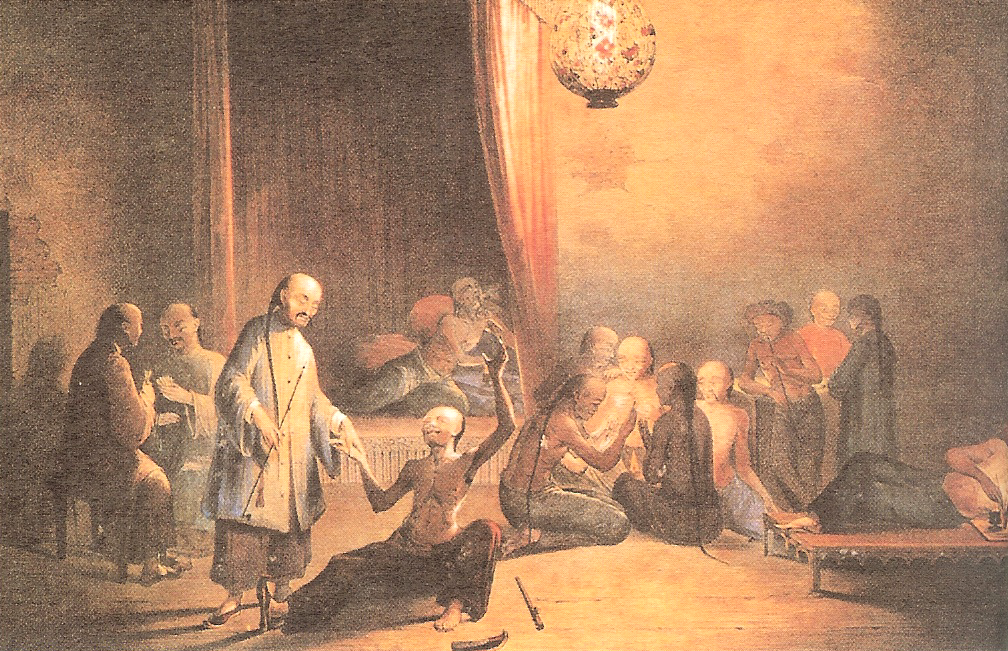
清朝末年正在吸食鴉片的人們油畫

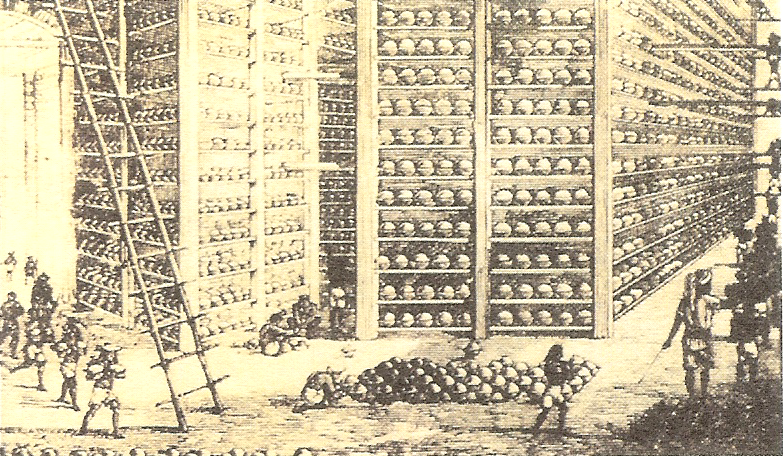
大英帝國在英屬印度的鴉片儲存庫

鸦片（英語：opium）是一种毒品，当作为药品时译为意义较中性的阿片，是从尚未成熟的罂粟果里取出的乳状液体，干燥后变成淡黄色或棕色固体，味苦。
阿片属天然麻醉抑制剂，医药上用作麻醉性镇痛药和止泻药。因为用后容易成瘾，所以非科学研究或非医用，则归类于毒品，称鸦片；此毒品又俗称“雅片”、“大煙”、“阿芙蓉”（羅馬化：ʻafyun）、“福寿膏”。
传统用于鸦片的吸毒工具有煙籤、煙灯、菸枪等，一般将生鸦片加工成熟鸦片，然后搓成小丸或小条，在火上烤软后，塞进烟枪的煙锅裏，翻转菸锅对准火苗，吸食燃烧产生的煙；吸毒者中菸瘾不大者每天吸食10～20次，重者每天百余次；现在吸毒者常直接吞服鸦片小丸，或把鸦片溶于水中直接用针进行静脉注射。

## 危害
鴉片作为药物使用，长期或过量使用，會造成药物依赖性；作为毒品吸食，对人体产生难以挽回损害甚至導致死亡。吸食鸦片后，可以初致欣快感、无法集中精神、产生梦幻现象，导致高度心理及生理依赖性，长期使用后停止则会发生渴求药物、不安、流泪、流汗、流鼻水、易怒、发抖、寒顫、打冷颤、厌食、便秘、腹泻、身体卷曲、抽筋等戒断症状；过量使用造成急性中毒，症状包括昏迷、呼吸抑制、低血压、瞳孔变小以及性冷感，严重的引起呼吸抑止致人死亡。
鴉片在歐洲及中亞有長久的使用歷史，被當成一種藥物。而依照過去的統計顯示，清朝时中國人最愛吸鴉片（濫用鴉片）。鴉片生理傷害及成癮性與嗎啡、海洛因不同，後二者為高純化、注射型的毒品，相較之下，鴉片對人體危害稍減；酒精、菸草對人體的傷害與依賴性並不亞於未純化的鴉片。

## 鴉片與中國大陆

### 民国之前

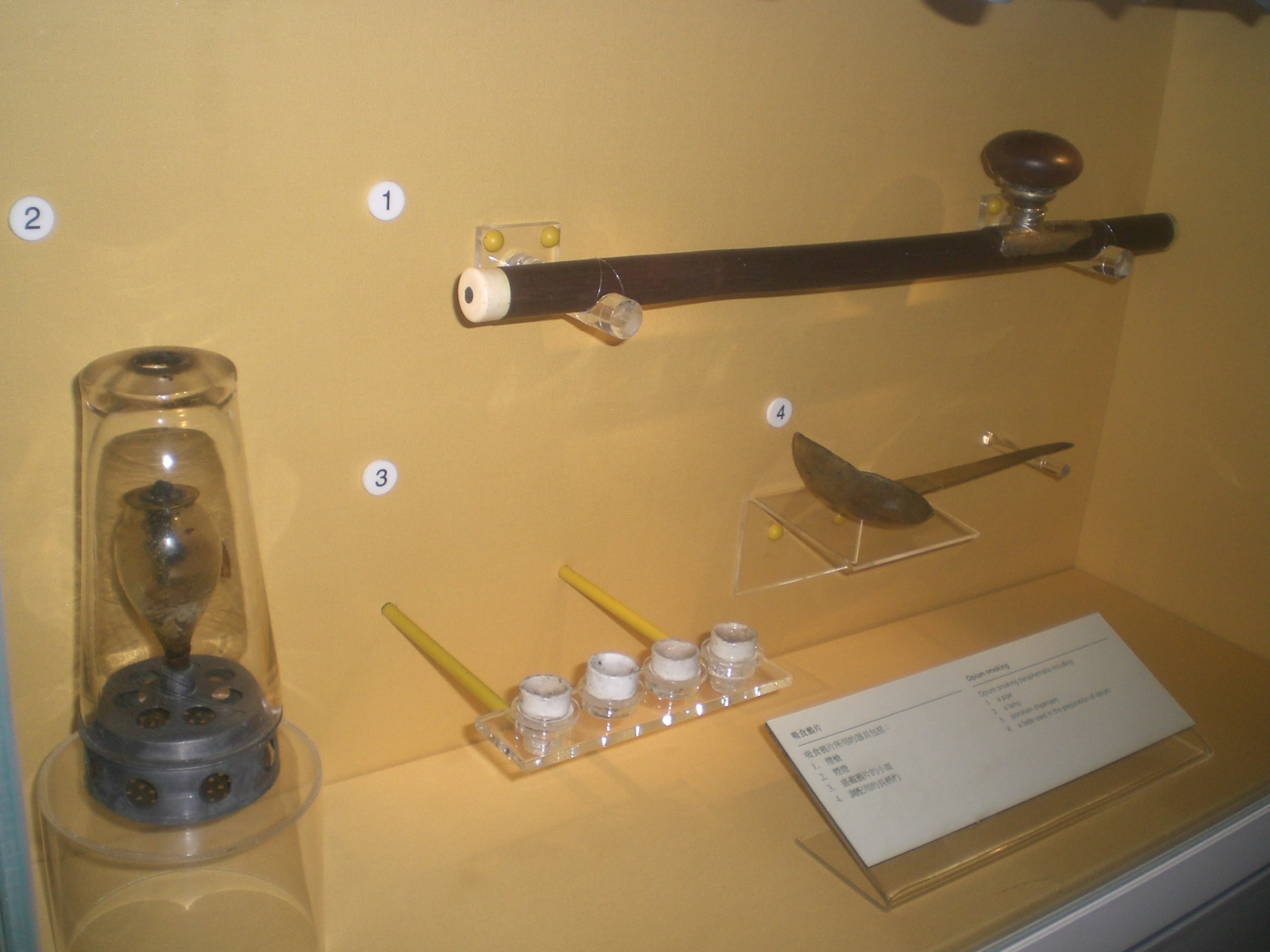
用來吸食鴉片的煙具

唐朝時，罌粟經由大食進貢而傳入中國，四川在唐朝已經種植罌粟，叫做阿芙蓉；佛教僧人義淨（635-713）亦從印度將鴉片傳入中國，當時稱為「藥煙」。宋代士大夫用鴉片煎茶是時尚，蘇東坡詩云：「道人勸飲雞蘇水，童子能煎鶯粟湯……」，「鶯粟」即罌粟。明朝成化年間學者徐伯齡所著的《曋精雋》卷十《合甫融》條中首次出現鴉片一詞，並提及宮人到明朝境內多個省分大量收購鴉片。鴉片並列为藩属“贡品”，作为中药之用，《大明會典》記載藩屬國給明皇室進貢“烏香”，即鴉片，暹羅給皇帝進貢兩百斤，皇后一百斤。《本草綱目》將罌粟列在“穀部第二十三卷”中：“罌粟秋種冬生，嫩苗做蔬食甚佳。葉如白苣，三、四月抽薹結青苞，花開則苞脫。花凡四瓣，大如盞，罌在花中，鬚蕊裹之。花開三日即謝，而罌在莖頭，長一、二吋，大如馬兜鈴。上有蓋，下有蒂，宛然如酒罌。”柏楊的《中國人史綱》說明神宗喜在深宮之中吸食鴉片，竟有三十年不上朝。據明史學者吳唅在1959年南開大學科學研討會上的演講，1958年發掘明定陵後，在明神宗屍骨中驗出嗎啡。
清初传至民间。在1729年雍正皇帝曾下令禁止鸦片，此后多位皇帝皆有禁鸦片烟命令，但未嚴格執行，道光帝在任親王的時候就喜歡抽鴉片，其餘親王、郡王、公主、高級官員、高級文人都吸食鴉片。至晚清，罂粟种植遍及全国。同治八年《涪州志》记载：“远近有种罂粟，牟利倍蓰。”刘光第在日记《南旋记》中描述涪陵的鸦片种植盛况：“此地与忠州、丰都皆以种罂粟为要务，葫豌，菜、麦，至市他邑，故通市难觅菜油，日用则桐油，皆罂粟油也。”传教士理雅各曾从北京由陆路旅行到镇江，“据他说，黄河和长江之间的土地上都布满了罂粟田”。
19世纪，英国為了平衡對中貿易逆差，因此英國商人由印度走私進口鸦片至中國，造成清朝財政吃緊，國庫日益空虛。此時，除了國民健康問題外，清政府更在意進口鴉片造成的銀漏（作為貨幣的白銀流失至外國）問題。1839年，道光皇帝任命林则徐為欽命大臣，命其奉御旨在广东銷毀鴉片，史稱虎門銷煙。此次銷煙行動雖成功打擊在華的英國煙商，卻也激怒了英國政府，促使英國日後決定對清朝發動第一次鸦片战争。1840年，第一次鴉片戰爭開打，清朝戰敗，道光皇帝乃命耆英、伊里布兩位大臣與英方代表簽署《南京條約》。1856年，英、法兩國認為清廷未確實履行《南京條約》內容，遂正式對清宣戰，史稱第二次鴉片戰爭（英法聯軍）。1858年，清廷與俄、美、英、法四國簽訂《天津条约》，並被迫在該條約中將鴉片改稱「洋藥」，即允許鴉片贸易合法化。1860年，第二次鴉片戰爭結束，清朝再次戰敗，遂與英、法、俄等三國簽署《北京條約》，同意割讓九龍予英國，並使天津開港通商。之後，英國在引进中國茶葉的种植技術後，於印度種植茶葉，幾乎停止輸出鴉片至中國（已不需要藉由鴉片來避免對中貿易逆差），但此時中國已經學會大量種植鴉片，因而本土鴉片競爭也是英商被迫退出原因之一。

1904年，廖恩焘曾寫作一首題為《鸦片烟》的粵謳，描寫鸦片烟對個人健康的影響，以及當時因鸦片烟而導致的各種社會問題:

你好食唔食，要食鸦片烟。问你近来上瘾，抑或从前。我想一盏红灯，不过系无聊慨消谴；揾个知心嚟倾吓偈，最舒服系一榻横眠。烟具打整得咁精良，无非为应酬起见；果然唔系哙上瘾，我都由得你食一口添。点估你越食越多，你自己唔噲检点；食到口唇黑过火炭，又试两耸寒肩。想你茶饭三餐，食唔食都无乜要紧；总要过江龙几口，日日至少要一两八钱。你近来瘦骨如柴，都系自己作贱；好人唔愿做，偏要做个烟精。日出三竿，你曾唔曾转便；捱埋个的夜，敢就搅到五更天。问你系自己拶衰，还系闹款；就系靓溜后生一个，弄到冤鬼咁痴缠。人怕唔系得罪你一声，都叫你系鸦片鬼；就系恭维你两句，不过当你系烟仙。咁好大厦高楼，你住都唔得干净；纵有娇妻美妾，怕你都共佢无缘。你瘾起番黎，就系美味珍馐，都唔食得一件；打完几个喊啰，就要口角流涎。只恨当初林则徐，唔系把个的烟来烧尽；呢阵通行十八省，重要抽到土税膏捐。上至富贵人家，下至轿夫同着更练；官场幕友，房科差役与共门签。武营又有将官和哨弁山，唔搓烟屎，都要吞几粒烟丸。虽则撬起烟枪，都唔计得数掂；但系拈来当炮，怕唔敌得人地慨铁甲兵船。睇吓咁黑暗一个支那，怕乜你有烟点；问你一灯如豆，点照得遍世界三千。老番叫做阿芙蓉，开得时娇艳；你好似玄坛咁慨面，重怕系火坑莲。唉！听我劝，戒得几多就几多正算，你唔听见人地话，心坚石都会穿。《新小说》第九号，1904年8月6日

1906年，光緒帝發佈諭令決定禁煙：

自鴉片煙弛禁以來，流毒幾遍中國，吸食之人廢時失業，病身敗家，數十年來，日行貧弱，實由於此，言之可為痛恨。今朝廷銳意圖強，亟應申儆國人，咸知振拔，俾祛沈痼，而蹈康和，著定限十年以內，將洋土藥之害，一律革除淨盡。

随后中英兩國就禁止鴉片問題多次進行磋商，最終於1907年達成了禁煙協議，規定從1908年起進入中國的鴉片每年減少10%，十年之內完全肅清。英國提出先試行三年，待三年之後如果中國方面做到了協議規定的話再續簽，中國允許試行三年。1911年5月8日，中英《禁煙條件》規定鴉片進口稅釐每箱增加到350海關兩，並逐年減少鴉片進口，至1917年將完全禁絕；而土產鴉片稅釐也增加相應的比例，增加到每百斤徵稅銀230兩。
清政府雖確實執行鴉片減產，但鴉片減產的進度隨著清朝滅亡而停止，鴉片生產再起。而清末民初的中国，鸦片在某些地区甚至成为強勢貨幣，吸食鴉片也仍是許多社交場所的日常景象。

### 民国时期
辛亥后禁烟体系中断。1916—1928年北洋割据，川、滇、黔与西北多地大种罂粟，烟税/专卖成军费与财政命脉，军阀依此筹饷，社会毒化加深。 1927年南京政府先设财政部禁烟处，1928年正式成立国民政府禁烟委员会（蒋中正兼禁烟总监），统一推进禁毒。 1935年发布“六年禁烟计划”及《禁毒/禁烟实施办法》，规划分期禁种、分年勒戒，期望到1940年基本禁绝，但因地方势力与财政依赖，推进效果有限。
1937年抗日战争爆发后，国民政府大片丢失领土，鸦片作为硬通货，禁烟已无法控制。满洲国及日占区开始“内禁外销”政策，大量种植鸦片外销到国民政府控制区获取物资。1941年后中共为解决财政危机，也采取类似策略，各边区根据地也开始种植鸦片并外销以获得资金。国共内战时期，鸦片与黄金因期体积和价值已经成为军队最喜欢携带的物资（也称为家务）。

### 中共时期
1949年中华人民共和国成立后，中共依然采取“对内禁绝，对外销售”鸦片的策略。内部严格禁止吸食、贩卖鸦片，很快取缔了国内民间的鸦片生产与贸易。同时将收缴的鸦片集中起来外销以获取资金以及麻痹西方民众，并在新疆、云南、黑龙江等生产建设兵团的国营农场内种植鸦片，代号“100号”，用于出口。1980年代随着改革开放，财政改善，对外鸦片销售逐渐消失。但随着社会的逐渐开放，各类毒品问题开始在民间重新开始抬头。

## 鴉片與台灣
明治維新前後日本即廣泛栽培罌粟，1879年（明治12年）5月1日《藥用阿片賣買竝製造規則》（即鴉片專賣法）施行，購入者及栽培農家由政府登錄，後來鴉片作為甲午戰爭的軍需品及政府收入。1915年嗎啡在日本國内生產成功，满洲及關東州作為重要的生產基地，嗎啡及海洛因最早是被當成鴉片戒斷劑的，張學良就曾聽信當時最新的醫學觀點，以注射嗎啡來戒鴉片，反而造成反效果（但在當時，口服嗎啡協助戒斷鴉片也有許多成功例子）。爾後關東軍令里見甫成立里見機關控制青幫、紅幫，以密輸嗎啡、鴉片至上海等地作為掌控方式，以此通路鴉片密輸密售至長崎、臺北等地，故漸禁成效不彰。
日本治台時期，採取鴉片漸禁的手段：也就是允許台灣人已成癮者登記並購買鴉片，但不允許日本人及未成癮者在非醫療用途使用鴉片，並且以專賣及逐漸提高價格來減少吸食者；除了鴉片收入對殖民初期臺灣總督府財政的顯著貢獻外，亦成為日本在國際間宣揚其殖民鴉片政策最有力的宣傳品。但總督府在輔導成癮者戒除鴉片的努力不足，引起台灣人的不滿，直到鴉片專賣收入大減，發明出由鴉片提煉藥用嗎啡的方法及杜聰明等醫學界人士發明低痛苦戒癮方法後，總督府才認真輔導戒癮。
日本人為了減少台灣人的反抗心理，臺灣日治時期之初不敢驟禁鴉片，但也大力宣傳鴉片的危害，而到了後期，由於日本人相對成功的以價制量及避免未成癮者成癮，吸食者顯著減少，加上總督府在其他方面的收入已經大增，因此台灣財政對鴉片的專賣的依賴也就跟著減少。日治時期台灣鴉片的進口主要由三井物產與英商三美路商會（Samuel Samuel & Co., Ltd.）獨攬。日本在向全球宣告會加速禁絕台灣鴉片後不久，總督府還在1929年1月頒布《改正阿片令》，特許未登記的吸食者補領許可證。這項法令頒布之後，意外地引起全台知識份子及上流社會的憤怒（令人意外的原因是抗議人士有不少有吸食許可；而且在不久之前，吸食鴉片仍是許多台灣高級社交場所的日常景象，日本警察一直會在這種社交場所找麻煩，以確保未成癮者不會進入這種社交場所而染上毒癮，台灣許多未成癮者為了社交而欺騙總督府說有成癮）。然而，連橫卻於1930年3月2日，在日本人御用報紙《台灣日日新報》發表《臺灣阿片特許問題》（又稱《鴉片有益論》）辯稱鴉片有害亦有利，其中「台灣人之吸食鴉片，為勤勞也，非懶散也。……我先民之得盡力開墾，前茅後勁，再接再厲，以造成今日之基礎者，非受鴉片之效乎？」之說，受到台灣仕紳與知識分子強烈抨擊與批評，連橫身敗名裂逃往中國大陆，最後病逝上海。

## 鸦片与北韓
根據中國媒體報導，從北韓流出的毒品使中国东北三省深受其害。該報導并指出每个集体农庄都被125英亩土地种植罂粟。还有媒体声称，北韓每年生产40吨鸦片，是世界第三大鸦片出口国和第六大海洛因出口国，年出口毒品收入5亿美元。根據該報導的說法，中國政府有意對北韓產製的毒品進行嚴厲打擊。該報導指明，中國政府於2010年沒收的北韓產毒品總值達約六千萬美元，約等於四億三千六百零五萬三千人民幣。針對北韓產毒品，中國政府也開始暗中與韓國政府展開密切合作。韓國媒體《東亞日報》宣稱，中國政府「發怒了」。

## 鸦片与塔利班
阿富汗地处金新月的中心地带，是鸦片贸易的中心，在阿富汗大量农田被荒废，农民以种植罂粟来获取更高的收益。塔利班声称按照伊斯兰教法的规则，禁止鸦片贸易，但是在2001年阿富汗战争后塔利班政权倒台，至2021年塔利班卷土重来，塔利班有60%的资金来源来自鸦片贸易。一些人指出，塔利班和一方面禁止毒品贸易，另一方面为了政权的存续，有不得不通过鸦片来使政权苟延残喘。2023年12月，聯合國毒品和犯罪問題辦公室稱，自塔利班去年4月禁止種植罌粟後，阿富汗鴉片產量估計暴跌95%至約330噸。

## 鴉片與緬甸
根據聯合國毒品和犯罪問題辦公室的最新報告，緬甸於2023年成為世界上最大的鴉片生產國，超過阿富汗，估計當地於2023年生產1080公噸鴉片。辦公室表示，緬甸的「鴉片經濟」的總估計價值升至10億至24億美元，相當於該國2022年國內生產總值的1.7%至4.1%。辦公室指，2022年緬甸估計生產了790公噸鴉片。

## 歐洲的鴉片使用情況
鴉片在歐洲長期被當作傳統藥物使用，在古希臘時代的希波克拉底與蓋倫的著作中，記載了鴉片的療效。
18、19世纪的歐美医学家仍普遍师从古希腊医生的看法，把鸦片当作医治百病的“万灵药”，取代西洋傳統醫學较为野蛮的杯吸法、放血療法和医蛭法。由於當時醫療條件落後，而且對疾病成因亦不太清楚，因此当时医生的目標是抑制病痛，而非治愈疾病。在这种醫治思想下，加上止痛藥物選擇也少，鸦片的麻醉与镇痛特性自然大有用武之地。
除了进口鸦片，英国医学协会还设立奖章推动国产鸦片的培育。英国政府一方面把吗啡含量为4%－6%的印度鸦片出口到中国，另一方面又进口吗啡含量高达10%－13%的土耳其鸦片用於本國制药业；英国人一方面視中國人因享乐而吸鸦片是「独特的东方习俗」，另一方面却以治病的名义毫无顾忌地把鸦片酊（Laudanum）灌进自己的身體。“纵观整个19世纪，鸦片在英国、西欧和美国被广泛使用，就像今天的阿士匹林（Aspirin）或扑热息痛（Paracetamol）一样。在1831－1895年间，英国国内鸦片消费的年平均增长率为2.4%。”
英国沼泽区的民眾濫用鴉片的情況尤其嚴重，用以减轻农业劳动的单调与繁重，以及沼泽地气候引发的疟疾、热症、风湿、神经痛和肌肉痛。除此以外，當時英國民眾也可輕易地从药剂师、杂货店、书店、甚至流动小贩，用廉價購买由鸦片配制成的「多弗粉」、「哥罗丁」（chlorodyne）之类的专卖药。在「鸦片无害」的假設下，當時的英國國民都對「上瘾」這個副作用，当成解脱病痛的代价。此外，當時英國市场亦出售含鴉片成份的“婴儿保静剂”，为了减轻育儿的负担，英國贫民窟的母亲、保姆、甚至育婴堂都樂意對孩子喂食，可以想象當時服用「婴儿保静剂」的儿童通常肤色灰白、营养不良，陷於比他们的父母更悲惨的境遇。下流社会的妓女、酒鬼用鸦片鬼混、代替酒精；上流社会的贵族、学者用鸦片享乐、激发灵感；身为英國国王的乔治三世嗜食鸦片，导致疯狂，即位的乔治四世同样具有鸦片瘾。
在维多利亚时代，幾乎每個英國人都在他们生命的某一段时期服用过鸦片，服食鸦片就像喝酒或抽烟一样是生活的一部分，可以想像當時鸦片在英伦三岛的泛濫程度。
即使有因鴉片中毒致命的事例，但當時英國也极少有医生愿意作证把死因归於鸦片，因为这会牵涉到他的同行，或者会令鴉片藥制品的銷量減少。医生和药商支持对华鸦片贸易的言论，只不过是他们在对本国同行包庇纵容的延伸。 
有鑑於鴉片在中國的泛濫，英国政府開始立法禁止將鴉片使用於非醫療用途。但直到19世纪末，随著特效新药的发明，以及對人類疾病成因的深入了解，欧美医学界才开始破除对「鸦片治百病」神話的迷信，其應用范围才得到限制。
1907年由神学博士文英兰主持的伦敦禁鸦片大会上，所有与会代表均认为英国应将印度与中国间及英帝国其他各地之鸦片贸易马上停止。伍连德在回忆录中写道：“在这会议之前，我不知道英国人民对于政府的鸦片政策是这样地感到可耻。在我的演词中，我报告了海峡殖民地的贩毒情形，并强调英国政府必须想出其他增加税收之方法，不要再从烟田着想。会众报我以热烈的掌声……”
1909年2月，万国禁烟会在上海外滩汇中饭店召开，来自清、美、英、法、俄、德、意、奥匈、日、荷、葡、暹罗、波斯13个国家共41名代表，会议最终通过“九项决议案”。敦促各国政府采取必要之措施管制鸦片的生产和消费，“实开国际协作禁烟之端”。
1911年5月8日，中英再订《禁烟条约》十条及附件十条。
1911年12月1日，上海万国禁烟会13个国家中除了奥匈帝国拒绝参加外，12个国家在海牙召开国际鸦片会议，1911年1月23日通过《海牙鸦片公约》（INTERNATIONAL OPIUM CONVENTION SIGNED AT THE HAGUE）6章25条。规定熟鸦片、吗啡、海洛因、可卡因及其他衍生物的制造、贩卖、使用限于药用及正当之需。1914年6月25日，《海牙鸦片公约》正式生效。1925年2月19日，国际联盟鸦片咨询委员会在日内瓦召开会议，签署了修订后的《国际鸦片公约》。

## 传说
在清代小说家宣鼎的作品《夜雨秋灯录》里，记载了因吸食鸦片而亡的「鸦片鬼」的故事。「鸦片鬼」词语本身亦指吸食鸦片烟上瘾的人。

## 註腳
1. ↑  此為2024年6月匯率，USD：CNY≒1：7.27。

## 外部連結
- DEA drug information（页面存档备份，存于）: Opium, morphine, and heroin
- UNODC – United Nations Office on Drugs and Crime – Afghan Opium Survey 2009（页面存档备份，存于）
- 林滿紅：〈清末本國鴉片之替代進口鴉片(1858-1906)（页面存档备份，存于）〉。
- 林满红：〈晚清的鸦片税(1858～1906年)（页面存档备份，存于）〉。
- 黃宇和：〈讀史札記──論馮客的鴉片讚歌及其他（页面存档备份，存于）〉。